# Holub hřivnáč

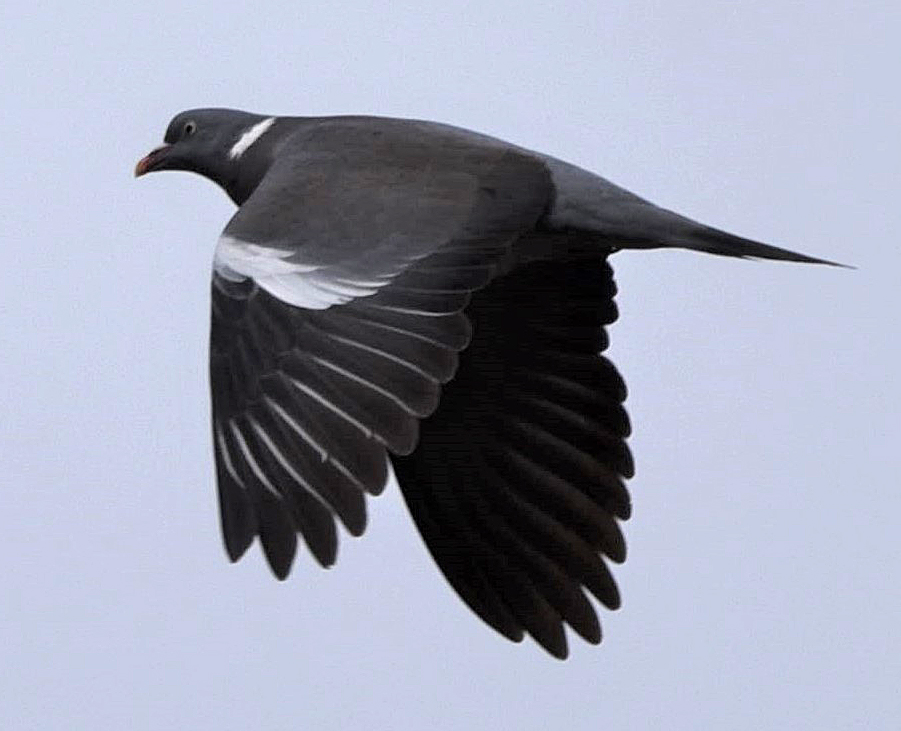
Holub hřivnáč v letu, s typickou bílou páskou v křídlech

Holub hřivnáč (Columba palumbus), lidově též kachní holub, je velký druh holuba, ptáka z řádu měkkozobých.

## Taxonomie
Rozlišuje se 5 poddruhů: holub hřivnáč azorský (Columba palumbus azorica), žijící na Azorách, h. h. evropský (C. p. palumbus), obývající evropskou část areálu, h. h. íránský (C. p. iranice), žijící v Íránu na sever po Kopet Dag a na východ po Zagros, a h. h. středoasijský (C. p. casiotis), obývající území na východ v Himálaji, na jih do Paňdžábu a po Balúčistán a na sever do Turkestánu. Poslední z poddruhů, h. h. madeirský (C. p. maderensis), který žil na Madeiře, vyhynul pravděpodobně do poloviny 20. století.

## Popis
S délkou těla 38–43 cm je holub hřivnáč největším druhem holuba ve střední Evropě. V rozpětí křídel měří 68–77 cm a jeho hmotnost se pohybuje mezi 350–680 g. Opeření je převážně šedé s vínově červenou hrudí a výraznou bílou skvrnou po stranách krku. Ve všech šatech a zvláště v letu je typický také široký bílý pruh na svrchní straně křídel. Oči jsou světlé žluté. Obě pohlaví se zbarvením neliší, mladí ptáci nemají světlou skvrnu po stranách krku, která se u nich začne objevovat v závislosti na době vylíhnutí v srpnu až prosinci.
Létá rychlostí 70 km za hodinu.
Ozývá se hlubokým drsným „húú-hrúú“, hnízdní revír vyznačuje dutým pětislabičným „hu-hú-hu hu-hú“ s důrazem na první slabiku ( poslech). Při vzlétání většinou tleská křídly.

## Rozšíření
Vyskytuje se téměř v celé Evropě vyjma nejsevernějších oblastí, východně zasahuje také do západní Sibiře a jižně na Blízký východ a do severní Afriky. V 19. století začalo docházet zřejmě vlivem oteplování klimatu a změn zemědělského hospodaření ke zvyšování početnosti a šíření na západ, od počátku 20. století se navíc začal šířit i na sever. V současnosti je evropská populace odhadována na 7,7–15,5 milionu párů, z nichž je většina soustředěna do západní Evropy, z jednotlivých zemí pak připadá největší počet (téměř 2,3 milionu) na Velkou Británii. Částečně tažný druh. Ptáci ze severní a střední Evropy a západní Sibiře jsou vesměs tažní s hlavními zimovišti ve Středomoří, ptáci hnízdící v západní a jižní Evropě jsou přelétaví nebo stálí a populace z Britských ostrovů a severozápadní Afriky pouze stálé.
Hnízdí v lesích všech typů i velikostí, hlavně v blízkosti zemědělské půdy, v souvislosti s probíhající urbanizací čím dál častěji také v centrech velkých měst. V mimohnízdním období se zdržuje na polích a jiných otevřených prostranstvích.

### Výskyt v Česku
V ČR hnízdí početně na celém území od nížin až po horní hranici lesa. Jeho populace roste i na území Česka; celková početnost byla v letech 1985–1989 odhadnuta na 120 000–240 000 párů, zatímco v letech 2001–2003 již na 150 000–300 000 párů. Osídlování center měst je u nás známé od 80. let, není však jasné, zda se jedná o urbanizaci české populace, nebo o expanzi hřivnáčů ze západoevropských měst směrem na východ. Podle Tomiałojćovy studie se jako pravděpodobnější jeví druhá možnost (Tomiałojć 1976).
Přílet na naše území začíná již v druhé polovině února, odlet probíhá od srpna do října.

## Potrava
Potrava je téměř výhradně rostlinná. Na jaře (a v zimě) v ní převažují lístky jetele a jiných bylin, méně jsou zastoupeny listy, květy a pupeny dřevin a vyseté zrní. V létě a na podzim je tvořena především obilím a v menší míře i luštěninami, semeny a plody různých dřevin (třešněmi, žaludy), také semeny plevelů. Ojediněle požírá i malé měkkýše (patrně kvůli obsahu vápníku v ulitách), žížaly a hmyz. Ve městech se živí také chlebem a jiným pečivem. Potravu sbírá zpravidla na zemi na otevřených prostranstvích, méně často i na stromech nebo keřích.

## Hnízdění

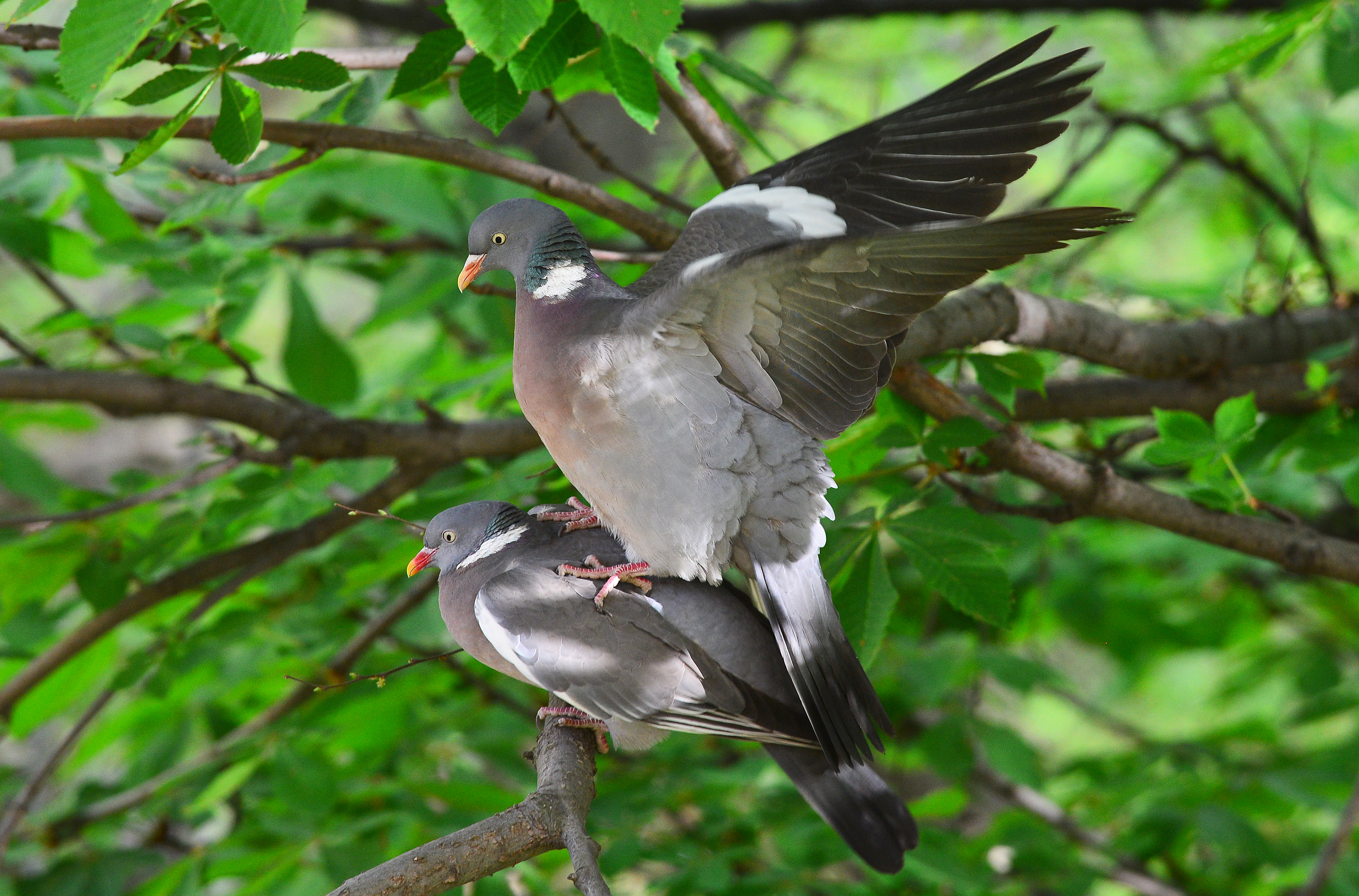
Pár kopulujících hřivnáčů

Páry vytváří krátce po návratu ze zimovišť. Během toku samec často vrká na vyvýšených místech a předvádí typické lety, při kterých příkře vystoupá vzhůru do více než dvaceti metrů nad své teritorium, v kulminačním bodu zpravidla tleskne křídly a poté se klouzavým letem vrací dolů. Součástí námluv bývá také pronásledování samice s roztaženým ocasem a nafouklým voletem a vzájemné probírání peří na hlavě a krku.
Nejčastěji hnízdí na stromech nebo v hustých keřích, raději při krajích lesních a stromových porostů, ale i uvnitř nich. V posledních letech přibývá též případů hnízdění na budovách. Hnízdo staví samice ze suchých větviček přinášených samcem. Je ploché a obvykle velmi řídké, často natolik, že je v něm zespodu vidět snůška. Hnízdí většinou 2× ročně, vzhledem k dlouhé hnízdní sezóně (březen–červenec) však může mít za vhodných podmínek i 3 nebo 4 snůšky do roka. Samice snáší 2 bílá vejce o rozměrech 40,6 × 29,4 mm, o něž se starají oba rodiče. Doba sezení je 15–17 dnů, mláďata se líhnou v rozmezí zhruba 1 dne. Holubí partneři zpočátku krmí své mladé hmotou vyvrženou z volete podobající se hustému mléku s obsahem vitamínů. Mládě zanoří hlavu do jícnu rodiče a pije ji. Teprve po 5–6 dnech začínají přivykat normální stravě. Hnízdo opouštějí ve věku 3–4 týdnů a vzletnosti dosahují ve stáří 33–35 dnů. Pohlavně dospělá jsou v následujícím roce. Po vyhnízdění se rodiny shromažďují do hejn, která později táhnou do zimovišť. Nejvyšší známý věk je 16 let a 4 měsíce.

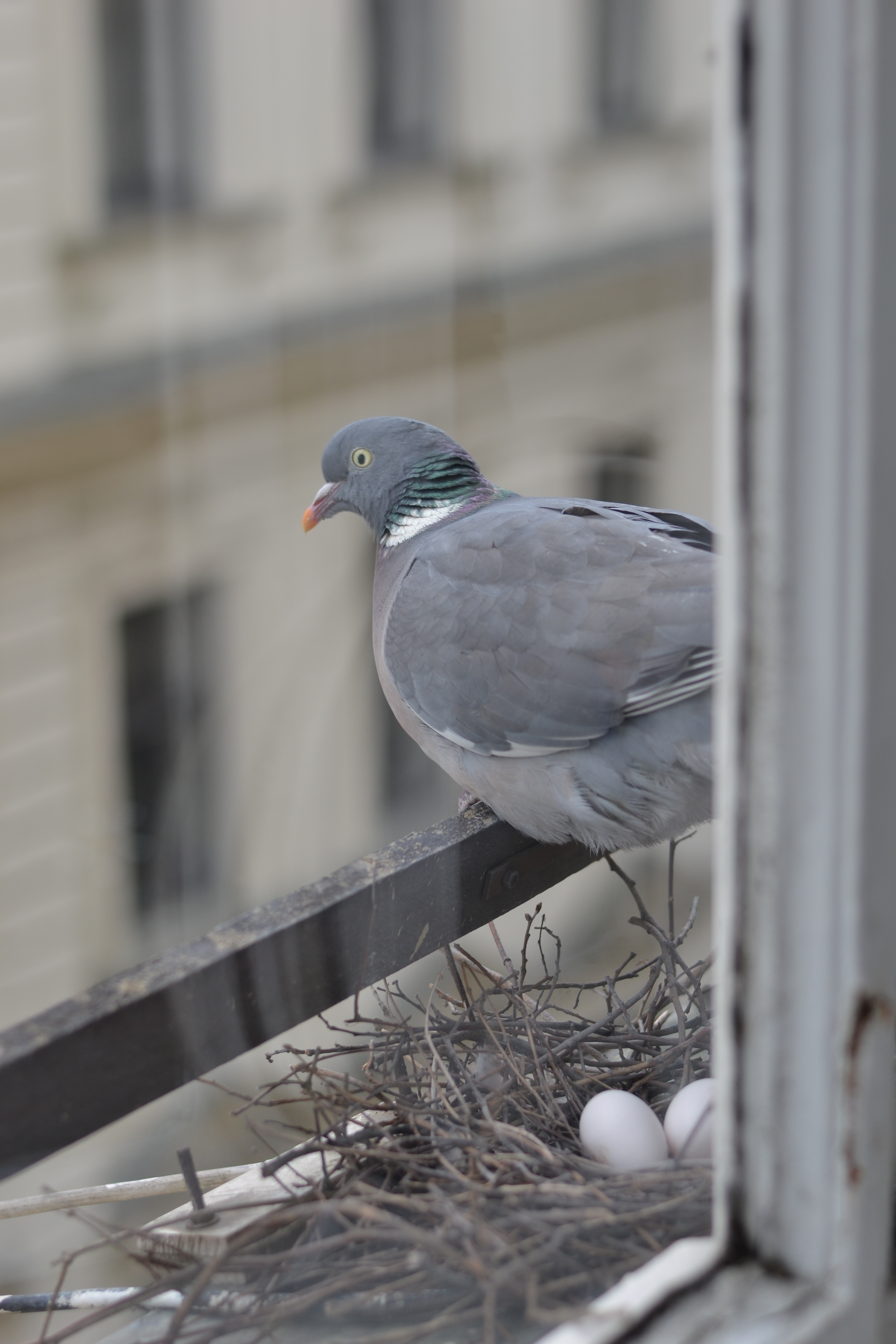
Hnízdo s vejci 11 dnů před vylíhnutím
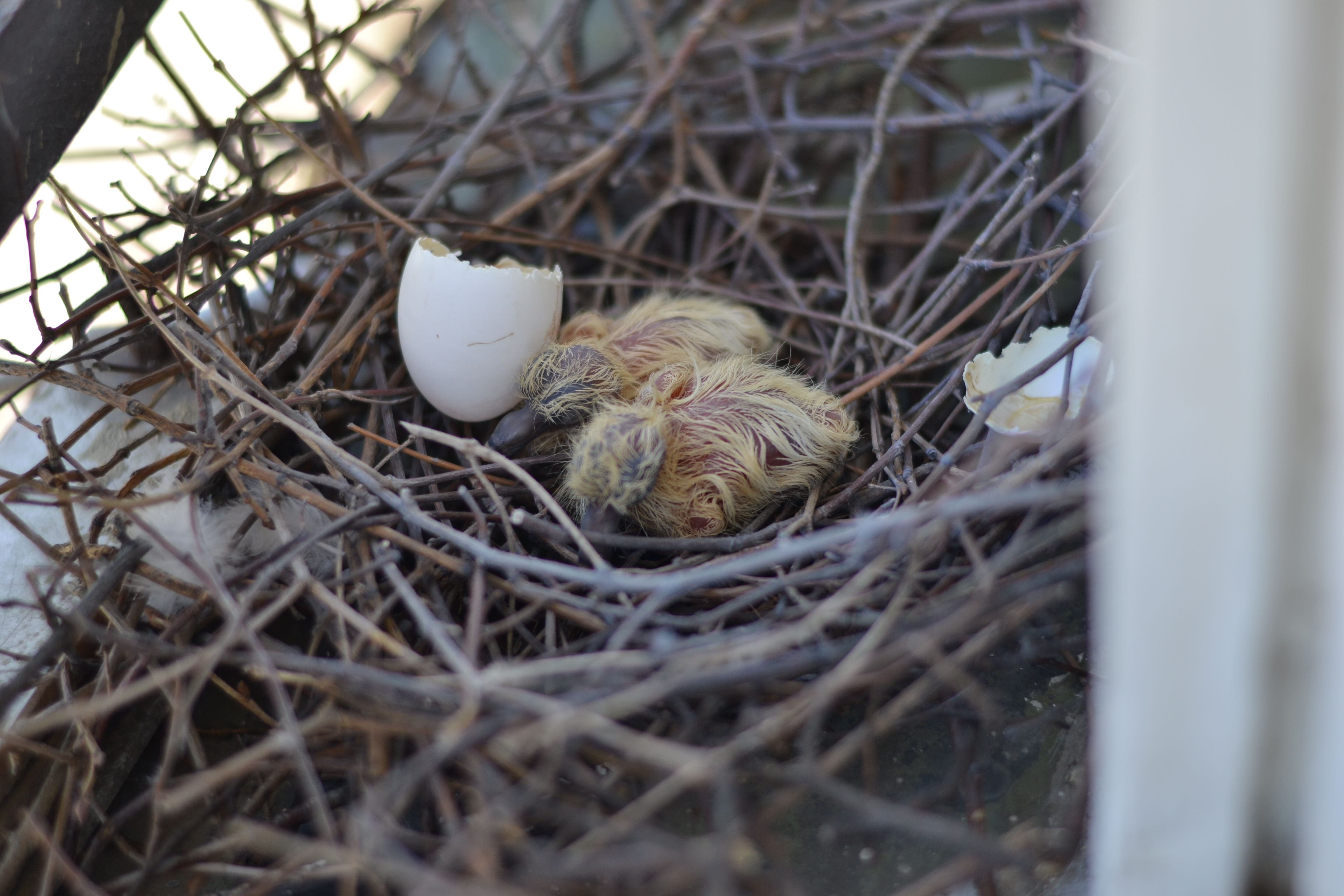
Mláďata v den vylíhnutí
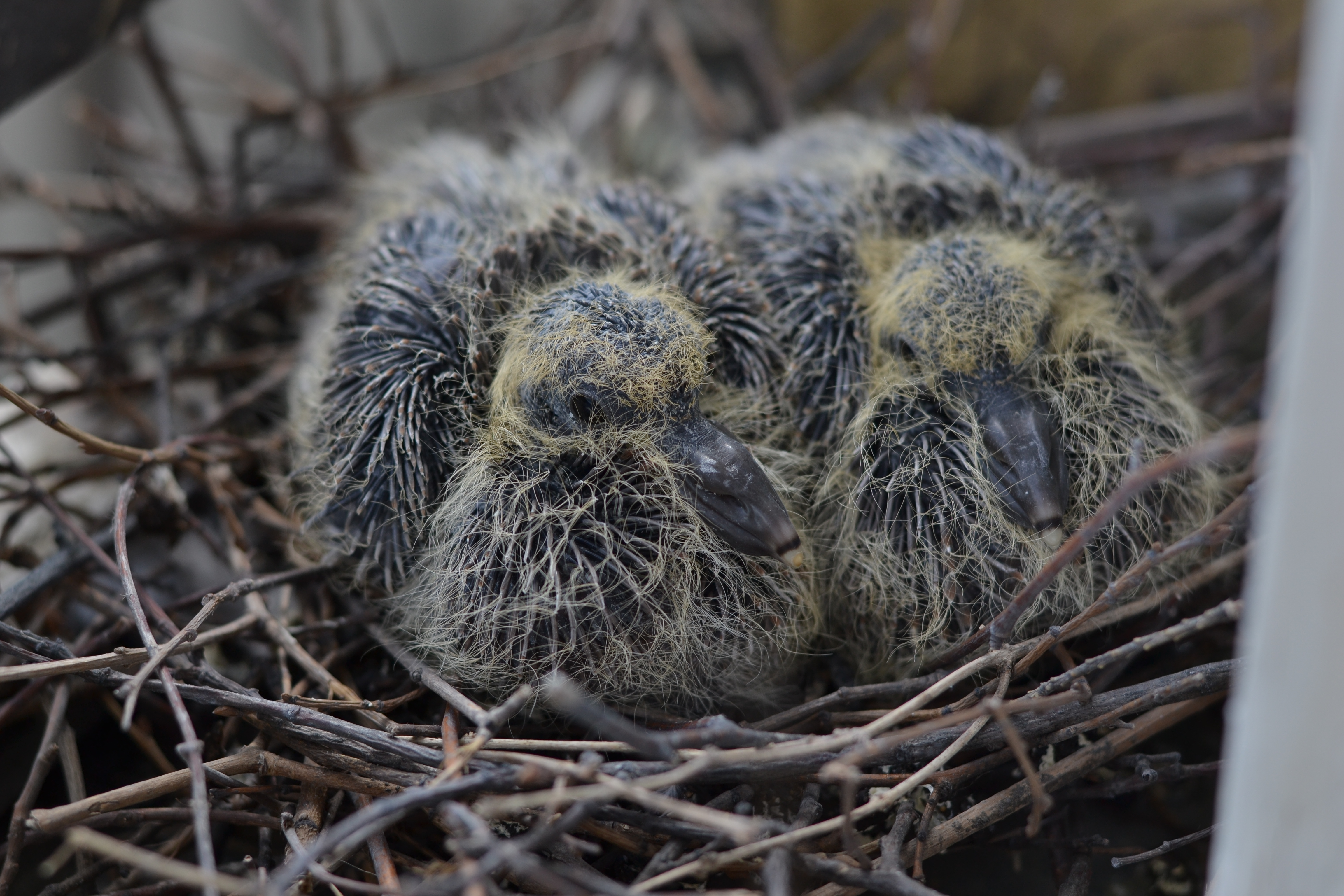
Mláďata 9 dnů po vylíhnutí
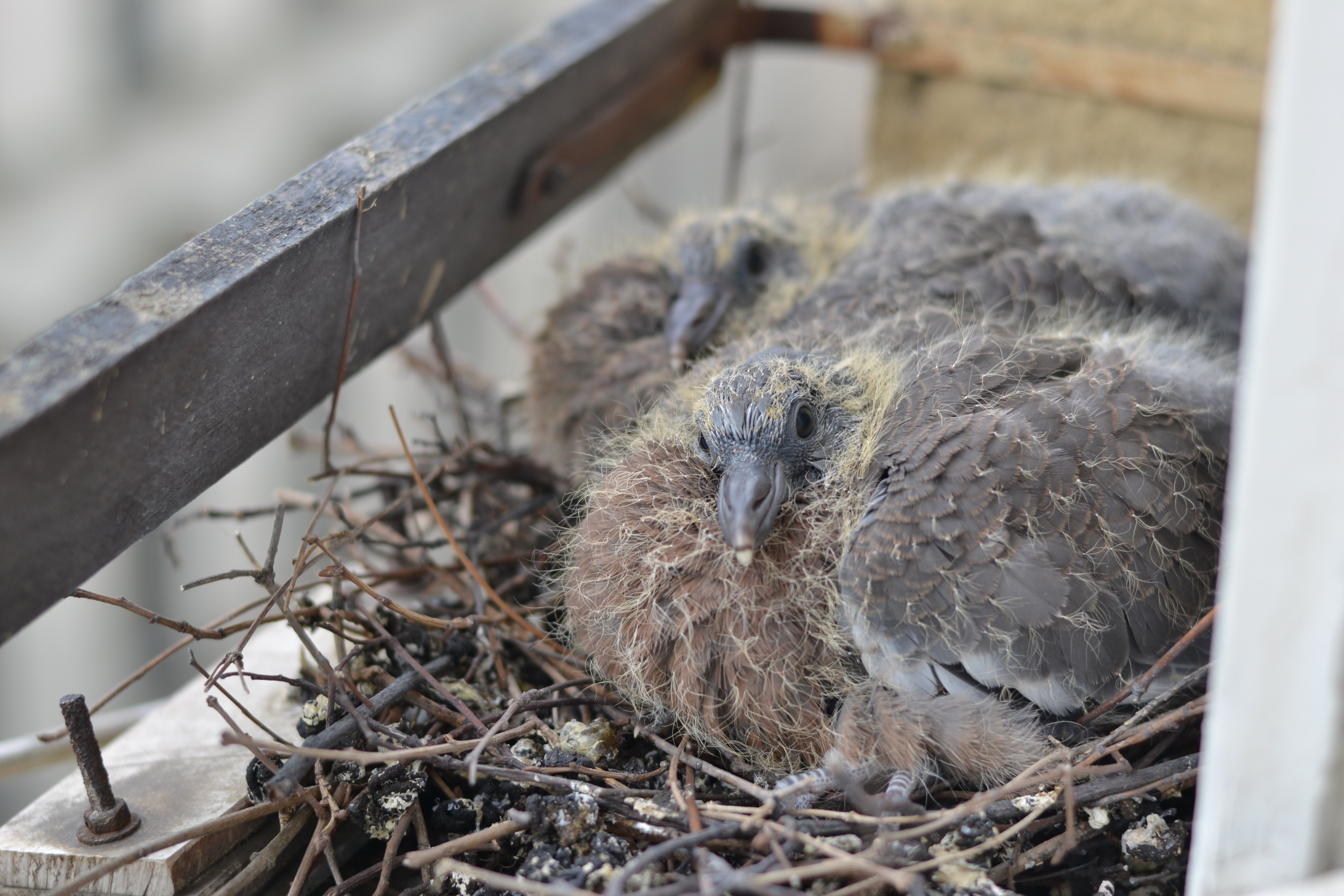
Mláďata 14 dnů po vylíhnutí
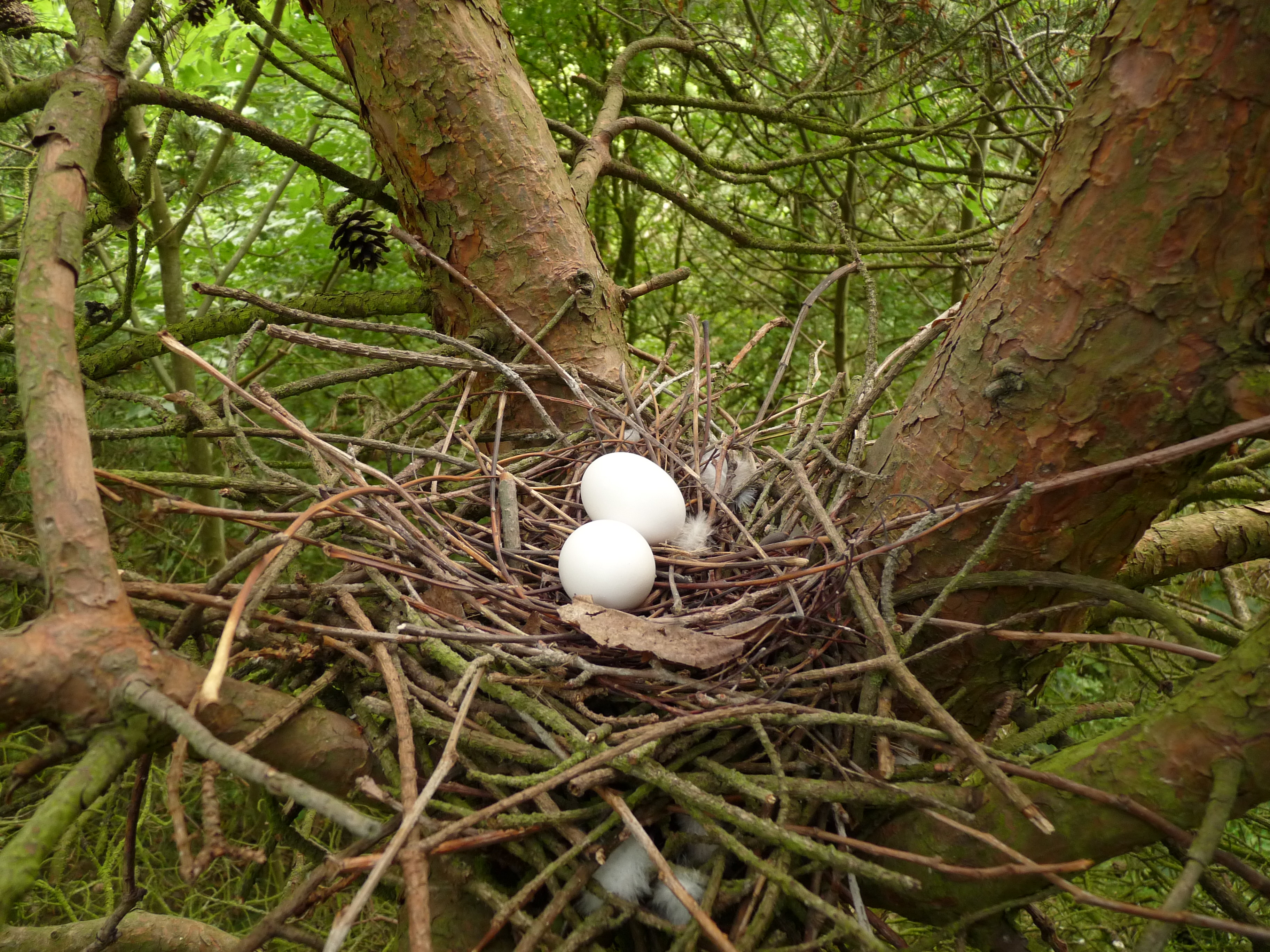
Hnízdo s vejci v přírodě

## Význam
V ČR je stejně jako v řadě jiných evropských zemí lovnou zvěří. Silný nárůst úlovků byl na českém území zaznamenán po roce 1965, kdy bylo až do roku 1970 ročně uloveno i více než 110 000 jedinců, později však jejich počet opět poklesl. Škody, které působí v zemědělství, nejsou příliš významné. Holub hřivnáč je hostitelem ptačí trichomonózy, již přenáší na zpěvné ptáky, zvláště zvonky zelené. Z toho důvodu není žádoucí, aby hřivnáči navštěvovali ptačí krmítka.